# 2016年夏季殘疾人奧林匹克運動會女子79公斤級舉重比賽
2016年夏季帕拉林匹克運動會的女子79公斤級舉重比賽在9月12日於里約中心2號館舉行。

## 比賽模式
- 殘疾人奧林匹克運動會舉重比賽使用的姿勢並不是站立式舉重比賽的抓舉及挺舉，而是使用健力比賽中的仰臥推舉（或稱卧推、卧舉）作為舉重姿勢。
- 雖然舉重比賽只有1個殘障分級，但是運動員亦必須遵守及符合一些安全及技術的規則，例如安全地舉起槓鈴及能夠完全地伸直上肢等。如果運動員無法達到這些規則將會被排除於舉重比賽之外[2]。
- 每位運動員於舉重比賽有3次試舉機會，比賽的順序是按照運動員選擇的重量排列，選擇重量較輕的運動員會較早出場。
- 每次選擇增加的重量最少必須是1公斤。只有嘗試破世界或殘奧會紀錄的情況才可以選擇增加0.5公斤。
- 每次試舉時間為2分鐘。如果上次出場試舉的運動員是同一位，時間會增加至3分鐘。此外，如果運動員於3次試舉後想嘗試破世界或殘奧會紀錄，將會有第4次試舉機會。
- 運動員需要於比賽前2小時到達比賽場地進行體重抽檢。運動員必須在90分鐘內達到比賽要求的體重，否則運動員將排除於比賽之外。如果運動員曾進行截肢，他的體重會進行調整[3]。
- 詳細的規則可以參閱國際殘疾人奧林匹克委員會的網頁[4]。

以下時間為南美標準時間（UTC-3）。
| 日期    | 時間  | 回合 |
| ------- | ----- | ---- |
| 9月12日 | 13:00 | 決賽 |

## 世界紀錄
本屆比賽前，該項目的世界及殘奧會紀錄如下：
| 預賽紀錄   | 預賽紀錄                 | 預賽紀錄  | 預賽紀錄 | 預賽紀錄                         |
| ---------- | ------------------------ | --------- | -------- | -------------------------------- |
| 世界紀錄   | Bose Omolayo（奈及利亞） | 137.0公斤 | 阿拉木圖 | 2015年7月29日                    |
| 奧運會紀錄 | 無                       | –         | –        | 殘奧會自2013年1月1日更改重量等級 |

## 比賽結果
| 排名 | 運動員                      | 體重 （公斤） | 卧舉（公斤） | 卧舉（公斤） | 卧舉（公斤） | 卧舉（公斤） | 成績 （公斤） |
| 排名 | 運動員                      | 體重 （公斤） | 1            | 2            | 3            | 附加         | 成績 （公斤） |
| ---- | --------------------------- | ------------- | ------------ | ------------ | ------------ | ------------ | ------------- |
| 金牌 | Bose Omolayo（尼日利亚）    | 77.59         | 137.0        | 138.0 WR PR  | 141.0        | –            | 138.0         |
| 銀牌 | 徐立立（中国）              | 75.96         | 135.0        | 135.0        | 140.0        | –            | 135.0         |
| 銅牌 | 林資惠（中华台北）          | 77.50         | 121.0        | 125.0        | 131.0        | –            | 131.0         |
| 4    | Perla Barcenas（墨西哥）    | 78.24         | 122.0        | 126.0        | 132.0        | –            | 126.0         |
| 5    | Siti Mahmudah（印度尼西亚） | 76.70         | 110.0        | 116.0        | 116.0        | –            | 116.0         |
| 6    | Gehan Hassan（埃及）        | 78.13         | 115.0        | 122.0        | 122.0        | –            | 115.0         |
| 7    | Lyubov Semenyuk（乌克兰）   | 77.77         | 95.0         | 100.0        | 105.0        | –            | 100.0         |
| 8    | Sahar Elgnemi（利比亚）     | 78.26         | 85.0         | 90.0         | 97.0         | –            | 85.0          |

## 外部連結
- 官方网站（葡萄牙文）（英文）（西班牙文）（法文）
- 國際傷殘奧林匹克委員會（舉重）（页面存档备份，存于）（英文）